# The Holy Devil (Rasputin)
The Holy Devil (Rasputin) je divadelní hra, kterou napsal dramatik a scenárista Leo Birinski. Její anglická verze byla objevena v pozůstalosti po novináři a spisovateli Hermanu Bernsteinovi (zemřel v srpnu 1935) v podobě dvou částečně odlišných strojopisných verzí. Novější verze obsahuje rukopisné opravy (většinou pravopisné nebo stylistické), pořízené pravděpodobně Bernsteinem, návrh změny názvu na The Wicked Saint (Rasputin) a na titulním listu údaj o adaptaci hry Bernsteinem. Není jasné, zda výsledná podoba měla být finálním tvarem hry nebo šlo stále jen o rozpracovaný polotovar. Z korespondence mezi Birinským a divadelním ředitelem Carlem Meinhardem vyplývá, že hra byla pod názvem Der heilige Teufel (Rasputin) napsána německy již někdy před rokem 1927. Německý text se najít nepodařilo. V září 1932 si Birinski v USA zaregistroval práva na titul The Last Czarina, což by mohla být první anglická verze této hry. Žádné informace o případném vydání tiskem nebo jevištním provedení kterékoliv z uváděných verzí, ať již v němčině nebo angličtině, se nezachovaly.

## Základní informace o hře
- Autor: Leo Birinski.
- Původní název: Der heilige Teufel (Rasputin).
- Název anglické verze: The Holy Devil (Rasputin).
- Podtitul: Hra ve třech dějstvích.
- Jazyk originálu: němčina, pozdější verze v angličtině.
- Rok vzniku: není znám – nejpozději 1927, v anglické verzi 1935.
- První jevištní uvedení nebo vydání tiskem: není známo.

## Objev hry, úvahy o jejím původu
Anglický text hry byl objeven v dubnu 2005 v pozůstalosti po novináři, spisovateli a diplomatu Hermanu Bernsteinovi (zemřel 31. srpna 1935), která je uložena v archivu Institutu pro židovská bádání YIVO v New Yorku. Zachoval se dokonce ve dvou strojopisných verzích. O získání kopií obou textů se výrazně zasloužila Lenka Pichlíková – Burke, bez jejíž osobní návštěvy Institutu YIVO by texty zůstaly zřejmě jednou provždy uzavřeny v archivu.
Ani jeden ze strojopisů není datován, takže stáří textů můžeme jen odhadovat z nepřímých indicií. Leo Birinski přijel do USA v září 1927. Na začátku roku 1929 pracoval na jednom z mnoha návrhů scénáře pro nikdy nedokončený film Queen Kelly – ten ovšem psal ještě německy. Naopak nejzazší hranicí, kdy mohla hra vzniknout, je zcela jistě úmrtí Hermana Bernsteina. Rasputin v objevené podobě tedy mohl být napsán někdy mezi druhým pololetím roku 1929 a prvním pololetím roku 1935.
Při porovnání obou verzí textu jsou patrné některé zásadní rozdíly. Po formální stránce je první verze označena jako „hra v šesti obrazech“, druhá verze jako „hra ve třech dějstvích“. Liší se seznamy postav, a to nejen celkovým počtem (v první verzi jich je více), ale v několika případech i pohlavím, pravopisem jména či titulem těch osob, které se vyskytují v obou verzích. Obecně lze říci, že vzhledem k historickým souvislostem hry je druhá verze přesnější. Některé postavy z první verze jsou ve druhé verzi sloučeny do postavy jediné. U první verze jde o čistý strojopis, ve druhé verzi je v textu velké množství rukopisných oprav, na titulním listu je změněn název hry a stejným rukopisem je dopsána formulka „Adapted by Herman Bernstein“. Děj druhé verze je celkově přehlednější, méně rozvláčný a upovídaný. Z toho všeho lze soudit, že druhá verze („ve třech dějstvích“) je i bez zřetele k rukopisným doplňkům propracovanější, čili pozdější a bližší zamýšlenému finálnímu tvaru.
Lze důvodně předpokládat, že strojopisný textový základ druhé verze je vlastní dílo Birinského, zatímco rukopisné úpravy jsou dílem Bernsteinovým. Je dost sporné, zda lze označit Bernsteinův podíl jako adaptaci. Jde sice o rázné, nicméně pouze jazykové úpravy, které ani v jednom případě nezasahují do struktury původního textu, nepřekračují tedy rámec jeho redakce. Herman Bernstein byl tedy spíše než spoluautorem nebo upravovatelem pouze pečlivým odpovědným redaktorem, který mladšímu kolegovi především pomohl vylepšit ne zcela suverénní angličtinu.
Také porovnání jazyka obou verzí, ale i jednotlivých částí samotné starší verze je zajímavé. Na příklad první obraz starší verze byl evidentně napsán v jiné době než zbytek díla. Anglické slovo „I“ (já) je zde velice často psáno písmenem „J“, zatímco v dalších obrazech nikoliv. Kromě toho je první obraz psán mnohem horší angličtinou než další části. V textu je mnoho běžných pravopisných chyb („our“ místo „hour“, „quiquly“ místo „quickly“ atd.), ale také dost chyb odkazujících jednoznačně k německému pravopisu („Zar“ a „Zarin“ místo „Csar“ a „Csarina“, „blud“ místo „blood“, „telefone“ místo „telephone“, „was“ místo „what“, „leutnant“ místo „lieutenant“ atd.). Ostatní části a zejména druhá verze textu mají jazykově mnohem lepší úroveň. Ovšem s germanizmy se setkáme i ve druhé verzi, byť především v podobě různých „zapomněnek“. Místo „Csarina“ se občas vyskytne „Czarin“ nebo dokonce „Zarin“. Z postavy „Colonel“ se náhle stane „Oberst“. Němčina zkrátka anglickým textem jasně prostupuje, ve starší verzi více, v novější méně. Lze soudit, že anglická verze textu vznikla jako autorský převod Birinského z němčiny.
Přes všechny rozpory a nejistoty je Rasputin první Birinského anglicky psanou hrou a jeho první hrou z amerického období, jejíž úplný text se podařilo najít. A zatím také hrou jedinou.

## Postavy a historický kontext hry
Všechny hlavní postavy hry mají svůj předobraz v historických osobnostech, jejich jména jsou však různě zkomolena. Rovněž většina událostí a lokalit, které se ve hře vyskytují, má svůj historický vzor. Birinski pozměnil jména postav zřejmě záměrně, aby se v ději a časovém řazení událostí nemusel držet historické skutečnosti, ale mohl je přizpůsobit svému obecnějšímu cíli. Kromě toho šlo jistě i o prevenci právních problémů, protože mnozí aktéři skutečných událostí kolem Rasputina v době napsání hry ještě žili. Nejde tedy o historickou hru, ale o drama inspirované historickými osobnostmi a událostmi. V dalším textu jsou uvedeny informace o historických předlohách jednotlivých postav.
- Carevna – Alexandra Fjodorovna Romanovová, čili Carevna Alexandra Ruská (1872–1918), rozená kněžna Victoria Alix Helena Louise Beatrice von Hessen-Darmstadt), žena posledního cara Mikuláše II.
- Car – Mikuláš II. (Nikolaj Alexandrovič Romanov, 1868–1918), poslední ruský car.
- Ministr – pravděpodobně hrabě Pjotr Arkadjevič Stolypin (1862–1911), od května 1906 ruský ministr vnitra, od července ministerský předseda. Pokoušel se o demokratizaci společnosti, zároveň se chtěl rázně vypořádat s teroristy. Byl smrtelně postřelen 14. září 1911 v kyjevské opeře revolucionářem a policejním agentem Dmitrijem Bogrovem.[6] Zemřel 4 dny po atentátu.
- Plukovník Murlov – patrně policejní generálporučík Pavel Grigorjevič Kurlov (1860–1923), od ledna 1909 v podstatě policejní ředitel a velitel „Ochranky“ s oficiálním titulem „Soudruh ministra vnitra“ (tím byl současně premiér Stolypin). V roce 1911 vrcholově zodpovídal za bezpečnost při návštěvě cara a premiéra v Kyjevě. Po atentátu byl ze všech vyšších funkcí sesazen. Některé detaily mohly být doplněny podle dvou dalších vysoce postavených policistů – všichni tři v Kyjevě až podezřele nepochopitelným způsobem profesionálně selhali.[6]
- Rasputin.
- Otec Ostap, Otec Porfirij, Otec Alexej, Otec Josip, Opat (Archimandritos), Otec Eustach, Poutnice.
- Tajemník Rasputina – předlohou mohl být záhadný a velmi vlivný Rasputinův tzv. „osobní tajemník“ Aron Simonovič Simanovič (1873–1925??), původně kyjevský klenotník. Ve 20. letech 20. století napsal knihu Rasputin a Židé, vzpomínky osobního tajemníka Grigorije Rasputina.
- Madam Barabová – Anna Alexandrovna Vyrubová (1884–1964), od roku 1904 dvorní dáma a důvěrná přítelkyně carevny, jedna z iniciátorek Rasputinova příchodu ke dvoru a jeho velká zastánkyně. V roce 1917 byla v této souvislosti vězněna a vyšetřována komisí Prozatímní vlády. V roce 1923 vydala knihu vzpomínek;[7] druhé dílo – nazvané Deník Vyrubové – je sovětský falzifikát z 20. let 20. století.
- Žid / Abramson, Poutnice s nemluvnětem, Nevěstka, Posedlá dívka, Její matka, Voják.
- Magrov – Dmitrij Grigorjevič Bogrov (původním jménem Mordechaj Gerškovič Bogrov, 1887–1911), syn kyjevského advokáta, absolvent Prvního kyjevského gymnázia s vyznamenáním a kyjevské právnické fakulty (1910). Od roku 1906 člen anarchistického kroužku, pro svůj životní styl soudruhy přezdívaný „Miťka-buržuj“. V únoru 1907 se dobrovolně stal agentem kyjevské „Ochranky“ s krycím jménem „Alenskij“ (viz Dramaturgickou poznámku). Přispěl k zatčení 102 lidí. Dne 14. září 1911 spáchal úspěšný a ne zcela vyjasněný atentát na premiéra Stolypina. Byl odsouzen k smrti a 12 dní po atentátu popraven.[6]
- Kněžna a Kníže Jusukovi – Irina Alexandrovna Jusupová (1895–1970), rozená velkokněžna Romanovová, neteř cara Mikuláše II. Její manžel kníže Felix Felixovič Jusupov (1887–1967) byl zřejmě hlavou spiknutí proti Rasputinovi. Ve 30. letech, již v emigraci, dostali finanční vyrovnání od společnosti Metro-Goldwyn-Mayer, která ve filmu Rasputin a carevna (1933) neoprávněně zobrazila kněžnu jako Rasputinovu milenku.[8]
- Velkovévoda Míťa – Velkokníže Dmitrij Pavlovič Romanov (1891–1942), carův bratranec a chráněnec. Druhý spiklenec proti Rasputinovi – podle jedné hypotézy právě on vystřelil na Rasputina smrtící ránu, ale ostatní spiklenci ho kryli s ohledem na jeho případné následnictví trůnu.
- Puriškevič, poslanec Dumy – Vladimir Mitrofanovič Puriškevič (1870–1920), monarchista a krajně pravicový poslanec Dumy za Besarábii (dnešní Moldova), známý svými antisemitskými názory. Třetí spiklenec, při vyšetřování se přiznal k vystřelení smrtící rány.
- Doktor Lazavert – Stanislav S. Lazavert, Puriškevičův blízký přítel, starší lékař jeho sanitního vlaku. Další spiklenec, o jehož přesné úloze existuje několik verzí.
- Poručík Sacharov – Poručík Alexandr S. Suchotin, mladý důstojník Preobraženského gardového pluku, poslední spiklenec.

### Časové a místní souvislosti
Pro představu o době, kdy se děj hry odehrává, lze uvést skutečná data historických událostí, které Birinski ve hře použil. Narození careviče Alexise: červenec 1904; seznámení Rasputina s carským párem: listopad 1905; atentát na ministerského předsedu Stolypina: září 1911; zavraždění Rasputina: prosinec 1916. Nejobtížnější bylo časové určení událostí, které se staly dějovým rámcem 1. dějství. Podle jména budoucího světce lze soudit, že jako předloha Birinskému posloužilo svatořečení Serafima ze Sarova (1759–1833), které proběhlo skutečně za účasti carské rodiny 19. července 1903 v poustevně – klášteru Sarov (cca 370 km východně od Moskvy a cca 160 km jižně od Nižního Novgorodu). Birinski tedy ve své hře časový sled událostí poněkud upravil.
Kromě časových přesunů si Birinski ve své hře dopřál i posun místní. Atentát na Ministra umístil do Petrohradu, zatímco skutečný atentát na Stolypina se odehrál v Kyjevě. A Rasputin u něj nebyl přítomen. Pro úplnost zbývá dodat, že kritického večera se v opeře ve skutečnosti nehrála Piková dáma, ale Pohádka o caru Saltánovi.
Sarov dodává hře ještě zajímavé, byť mimoděčné místní souvislosti. V 50. letech 20. století bylo na místě původního kláštera postaveno tajné město, kde sídlí centrum ruského jaderného zbrojního programu. Zde vznikla pod vedením akademika Kurčatova a ve spolupráci s akademikem Sacharovem sovětská vodíková bomba (je uložena ve zdejším muzeu jaderných zbraní). Do roku 1995 neslo město pouze krycí a občas měněné názvy: Privolžskaja Kontora (Приволжская контора), Centr-300 (Центр-300), Arzamas-16 (Арзамас-16), Gorkij-130 (Горький-130) a v posledním období Kremljov (Кремлёв).

## Synopse hry

### První dějství – v pohřební kapli poutního kláštera
Otec Ostap odříkává v pohřební kapli žalmy, s Otcem Porfirijem mluví o připravované kanonizaci mnicha Serafima. Mají Car s Carevnou právo žádat změnu pravidel kanonizace jen proto, že nový světec by měl orodovat za careviče nemocného hemofilií? Venku se ozvou zvony – stal se prý zázrak, zjevila se Matka Boží. Do prázdné kaple vejde Ministr, v náručí nese nahou ženu, Carevnu. Carevna přijde k sobě a vypráví, že oknem své místnosti uviděla oči, které na ni zvenku upřeně hleděly. Ten pohled ji donutil, aby nahá vyšla do zahrady a došla až k muži, který tam beze slova stál. Náhle začaly zvonit zvony a Carevna omdlela. Ministr nařídí Plukovníku Murlovovi, aby ihned prohledal klášter. Vrátí se Mniši a dohadují se, co se stalo: zjevila se Matka Boží nebo to byl Satan? Policista přivádí několik Poutnic, které byly zadrženy v klášteře. Doprovázejí prý světce Grišku. Vzápětí přivedou k výslechu i Grišku – Rasputina. Vrací se Carevna a v Rasputinovi pozná muže, který na ni hleděl ze zahrady. Objeví se i Car, který Carevnu hledá. Rasputin jim oběma požehná a prohlásí, že carevič bude v pořádku. Car odpoví, že mu věří, a klaní se před ním.

### Druhé dějství – v Rasputinově přijímacím pokoji v Petrohradu
Běžný provoz v Rasputinově petrohradském sídle, Tajemník nestačí odmítat žádosti o audienci a pozvání. Kněžna Jusuková přichází neohlášena osobně. Rasputin ji políbí, ale zároveň jí vyhubuje a pošle ji domů k manželovi. Rasputin si stěžuje, že kvůli popularitě nemůže plnit svůj úkol a chce odejít z Petrohradu. Barabová ho přesvědčuje, že Carevna se bez něj již neobejde. Meziscéna, při níž Žid / Abramson nabízí Tajemníkovi pro Rasputina za záchranu syna z armády účast na skvělém obchodě s kostelními svícemi. Návštěva Carevny u Rasputina – ukazuje mu anonymní dopisy, které dostává Car, prosí Rasputina, aby zůstal. Jen on prý může zachránit careviče. Objeví se i Car, Rasputin mu vytýká slabost a měkkost vlády. Mezi řečí se s carským párem domluví na realizaci projektu s kostelními svícemi a debatu uzavře filozofickou úvahou o mužicích a pánech. Car s Carevnou odejdou, přichází dav prosebníků. Rasputin si vybírá, s kým promluví, komu pomůže. Davem se prodere Voják – válečný invalida. Označí Rasputina za největšího lumpa v Rusku, který má všechny v moci a zneužívá toho jen pro své obchodní zájmy. Rasputin dostane hysterický záchvat a všechny vyžene z místnosti. Slibuje pomstu všem ženám, které ho stáhly do morálního bahna, když on chtěl být novým Kristem. Odejde do svého pokoje, pomalu se scházejí ženy z Rasputinovy suity. Kdosi telefonuje, zda bude večerní modlení.

### Třetí dějství, 1. scéna – v carské lóži petrohradské opery
V lóži mluví Ministr s Plukovníkem Murlovem o zajištění bezpečnosti pro carskou rodinu a Rasputina během slavnostního dobročinného představení. Z hovoru o Rasputinovi je jasné, že oba muži na jedné straně obdivují jeho schopnost pít a zacházet s ženami, na druhé straně cítí, že Rusko kvůli jeho působení spěje do záhuby. Ze závěru rozhovoru vyplyne, že je připraveno spiknutí a že Rasputin má být v divadle zastřelen. Plukovník Murlov přivede k Ministrovi odsouzence k smrti Magrova, který má atentát provést. Za to mu bude umožněn útěk. Ministr mluví s Magrovem o samotě. Souhlasí s jeho názorem, že Rasputin není největší škůdce, Plukovník Murlov je horší. Domluví se, že Magrov místo Rasputina zastřelí Plukovníka. Plukovník Murlov dává Magrovovi poslední pokyny. Domluví se s Magrovem, že největší nebezpečí pro společnost znamená Ministr – Magrov má místo Rasputina zastřelit Ministra. Do lóže přijde carský pár a po ruské hymně začíná předehra opery Piková dáma. V hledišti padnou výstřely. Rasputin oznamuje, že byl zastřelen Ministr.

### Třetí dějství, 2. scéna – v hale petrohradského paláce Jusukových
Spiklenci Kníže Jusukov, Velkovévoda Míťa, Poslanec Dumy Puriškevič a Doktor Lazavert upravují místnost, aby vypadala jako po skončeném bujarém večírku. Doktor Lazavert dává do některých sklenic vína jed, další sype na Rasputinovy oblíbené koláčky. Zároveň domlouvají detaily provedení plánu na likvidaci Rasputina. Nemohou se shodnout, jak naložit s jeho mrtvým tělem. V domě je ještě Kněžna Jusuková, která má posloužit jako volavka, a Poručík Sacharov. Ten má po celé akci v masce Rasputina opustit dům a vytvořit tak spiklencům alibi. Kněžna Jusuková prosazuje zastřelení jako čestnější metodu než otrávení, ale je ostatními odmítnuta. Kníže Jusukov přivádí do domu Rasputina. Všichni ostatní v horním patře předstírají doznívající zábavu po skončeném večírku. Rasputin provokuje Knížete Jusukova, popíjí otrávené víno, pojídá otrávené koláče, jed však neúčinkuje. Kníže Jusukov předstírá, že jde nahoru pro Kněžnu, ale jde si pro pistoli. Když schází zpět, Rasputin ho donutí vyndat ruku s pistolí z kapsy, Kníže v šoku pistoli upustí na zem. Objeví se Puriškevič, vystřelí na Rasputina a ten padne k zemi. Doktor Lazavert konstatuje Rasputinovu smrt – střela prošla srdcem. Poručík Sacharov v masce vychází z domu. Ostatní se rozejdou, v místnosti zůstane jen Kníže Jusukov s Rasputinovým tělem. Rasputin se náhle staví na nohy. Kníže utíká ke vstupním dveřím, kde narazí na Puriškeviče. Objeví se Kněžna Jusuková. Puriškevič střílí na Rasputina. Rasputin k sobě volá Kněžnu a ta dojde až k němu. Rasputin ji dlouze políbí, donutí Knížete a Puriškeviče pokleknout na kolena a zamíří k východu. Náhle ho opustí síly a Rasputin klesá mrtev na zem.

### Dramaturgická poznámka
Leo Birinski zřejmě použil Bogrovovo krycí jméno „Alenskij“ v upravené podobě „Lenskij“ ve svých dalších hrách. V Raskolnikovovi vypráví Razumichin, že jistý Lenskij „s křivým nosem“ u Zosimova tvrdil, že by bez výčitek zabil lichvářku Alenu. V Mumraji se Lenskij vyskytuje jako jeden z nejvýraznějších revolucionářů, který byl odsouzen k smrti, ale ještě před popravou uprchl z vězení. Osobnost Mordechaje Bogrova zřejmě Birinského velmi zaujala.

## Autorskoprávní dodatek
Majetková práva k samotné hře budou trvat do 31. prosince 2021 (autor zemřel v roce 1951). Do dnešního dne se nepodařilo najít ani vlastníka, ani správce těchto práv, přestože pátrání proběhlo za pomoci agentury Dilia i v USA, kde Leo Birinski publikoval i jiná díla a kde také zemřel. Pátrání po Birinského dědicích, případně po jiných vlastnících či správcích majetkových autorských práv k jeho dílu pokračuje i nadále, situace se tedy v budoucnu může změnit.